# Benizélos Rúfos
Benizelos Rúfos (em grego: Μπενιζέλος Ρούφος;n. 1795 - f. 1868) foi um político da Grécia. Ocupou o cargo de primeiro-ministro da Grécia.